# Otto 1. af Laurenburg-Nassau
Otto 1. af Laurenburg-Nassau (omkring 1225–1289) var greve af Nassau-Siegen og Nassau-Dillenburg fra 1255 til 1289. Han var grundlægger af den såkaldte ottoniske linje af Huset Nassau.

## Forældre
Otto 1. var søn af Mathilde af Geldern og Henrik den rige af Nassau.

## Ægteskab og børn
Otto 1. giftede sig med Agnes af Leiningen-Landeck.
Deres ældste søn Henrik 1. af Nassau-Siegen blev greve af Nassau-Siegen og Nassau-Dillenburg. 